# Iwate Big Bulls
L'Iwate Big Bulls (岩手ビッグブルズ) è una società cestistica avente sede a Morioka, in Giappone. Fondata nel 2010, gioca in B.League.

## Storia
L'Iwate Big Bulls è una squadra di pallacanestro giapponese fondata a Morioka nel 2010. Ha partecipato in Bj league dal 2011 al 2016. Attualmente gioca in B2 League, la seconda serie del campionato giapponese di pallacanestro.

## Palmarès
- B3 League: 1

2022-23